# 양자효율

허블우주망원경에 설치된 CCD의 파장별 양자효율.

양자효율(量子效率, quantum efficiency; QE)이란 CCD, 솔라셀 따위 감광성 장치에서 흡수된 광자와 전환된 전자의 비이다.

## 같이 보기
- 검출양자효율
- 태양 전지 효율